# 9M133 Kornet

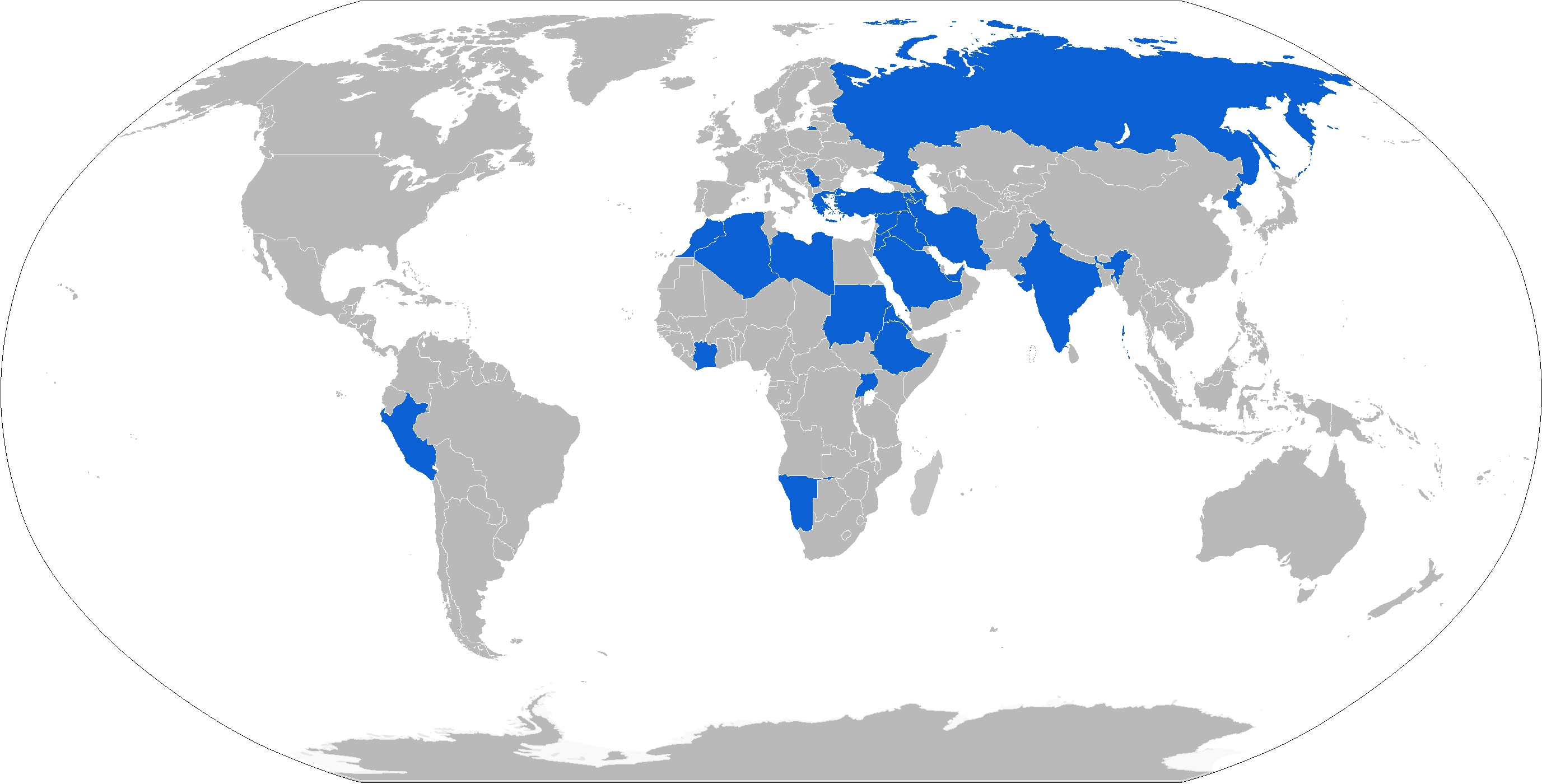
Países que operam o 9M133.

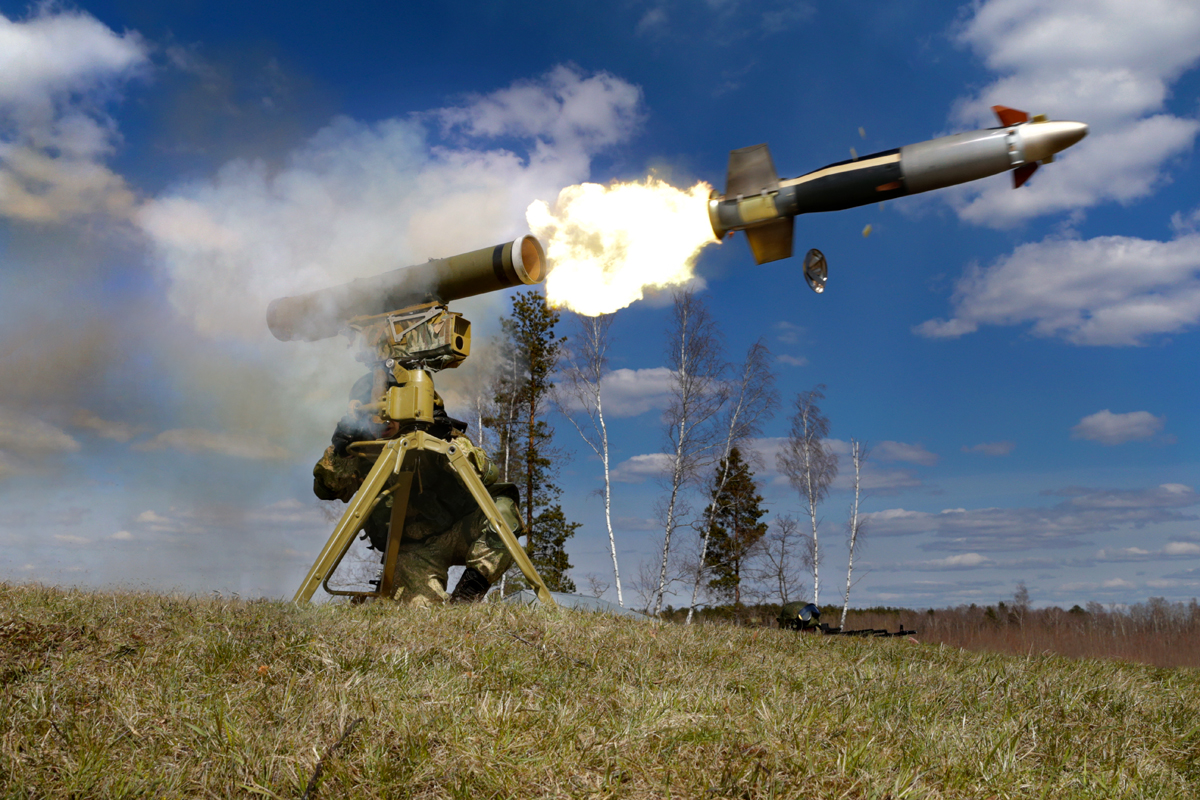
Um soldado russo disparando um míssil guiado do seu Kornet.

O 9M133 Kornet (em russo:  Корнет; "corneta", designação da OTAN AT-14 Spriggan; designação de exportação Kornet-E) é um lançador de mísseis guiados antitanque portátil russo usado principalmente contra tanques de guerra. Foi introduzido pela primeira vez em serviço com o exército russo em 1998.
O Kornet está entre as mais capazes armas antitanque russas. Entre suas variantes está a versão aprimorada 9M133 Kornet-EM, que aumentou o alcance e tinha uma ogiva aprimorada.
O Kornet tem sido amplamente exportado e produzido sob licença em vários países. Foi usado pela primeira vez em combate em 2003 e desde então tem sido usado em muitos conflitos.